# Bucha (bei Jena)
Bucha település Németországban, azon belül Türingiában. Lakosainak száma 1143 fő (2023. december 31.).

## Népesség
A település népességének változása:
| Lakosok száma | 1091 | 1153 | 1161 | 1175 | 1155 | 1143 |
|               | 2014 | 2017 | 2019 | 2021 | 2022 | 2023 |